# Sigmops gracilis
Sigmops gracilis és una espècie de peix pertanyent a la família dels gonostomàtids.

## Descripció
- Pot arribar a fer 13,3 cm de llargària màxima.
- 10-14 radis tous a l'aleta dorsal i 26-30 a l'anal.
- 40-42 vèrtebres.
- Té una filera de 6 fotòfors molt distants entre si.
- L'origen de l'aleta dorsal es troba sobre el quart i el cinquè radi anal.[6][7][8]

## Depredadors
A les illes Kurils és depredat per Pleurogrammus monopterygius.

## Hàbitat
És un peix marí, mesopelàgic i batipelàgic que viu entre 0-4.389 m de fondària (normalment, fins als 800) i entre les latituds 64°N-20°N i 109°E-122°W. Migra a la superfície durant la nit.

## Distribució geogràfica
Es troba des de les aigües subàrtiques fins a les subtropicals del Pacífic, el nord-oest del Pacífic (entre el sud de les illes Kurils i Taiwan), el mar de la Xina Meridional i el mar de la Xina Oriental.

## Observacions
És inofensiu per als humans.